# Sulewo-Kownaty
Sulewo-Kownaty [suˈlɛvɔ kɔvˈnatɨ] est un village polonais de la gmina de Wąsosz dans le powiat de Grajewo et dans la voïvodie de Podlachie. Il se situe à environ 7 kilomètres à l'est de Wąsosz, à 17 kilomètres au sud de Grajewo et à 66 kilomètres au nord-ouest de Białystok. 